# 즈남 문제

지속적으로 전체 사각형"1"을 표현하는 단위분수의 세트들

즈남 문제(Znám problem)는 스테판 즈남(Štefan Znám)이 제안하는 에르되시-스트라우스 추측, 이집트 분수, 실베스터 수열 등과 연관되는 추측이다.
이것은 "임의의 정수를 유한한 단위분수들의 집합으로 표현하는 것이 가능한가?"라는 질문이다.
수론에서 즈남(Znam)의 문제는, 임의의 정수 "1"을 예로 들면, 일단의 단위분수의 세트가 임의의 정수의 적절한 분산임을 설정하고, 그 단위분수들의 합과 곱의 합에서 "1"이 가능한지를 구현한다. 한편 이러한 단위분수들이 계속해서 증가되는 세트에서도 여전히 "1"의 값을 갖게되는 일단의 세트 집합이 가능한지를 예상하게 된다.

## 즈남 문제의 유한한 단위분수들
{\displaystyle \left({{1} \over {2}}+{{1} \over {3}}\right)+\left({{1} \over {2\cdot 3}}\right)=1}

{\displaystyle \left({{1} \over {2}}+{{1} \over {3}}+{{1} \over {11}}+{{1} \over {23}}+{{1} \over {31}}\right)+\left({{1} \over {2\cdot 3\cdot 11\cdot 23\cdot 31}}\right)=1}
{\displaystyle \left({{1} \over {2}}+{{1} \over {3}}+{{1} \over {7}}+{{1} \over {47}}+{{1} \over {415}}+{{1} \over {8111}}\right)+\left({{1} \over {2\cdot 3\cdot 7\cdot 47\cdot 415\cdot 8111}}\right)=1}
{\displaystyle \qquad \qquad \qquad \vdots }

## 즈남문제의 일반화와 이집트 분수형태의 접근
{\displaystyle \sum {{1} \over {x_{n}}}+\prod {{1} \over {x_{n}}}=y}
{\displaystyle \sum {{1} \over {x_{n}}}+\prod {{1} \over {x_{n}}}=1}

## 소수 유사완전수
{\displaystyle \left({{1} \over {2}}+{{1} \over {3}}\right)+\left({{1} \over {2\cdot 3}}\right)=1}
{\displaystyle \left({{1} \over {2}}+{{1} \over {3}}+{{1} \over {11}}+{{1} \over {23}}+{{1} \over {31}}\right)+\left({{1} \over {2\cdot 3\cdot 11\cdot 23\cdot 31}}\right)=1}
에서처럼 즈남문제의 단위분수 세트의 분모들은 일반적으로 소수로 소수 유사완전수의 단위분수들이다.

## 약한 즈남문제의 이집트 분수표현
{\displaystyle \left({{1} \over {2}}+{{1} \over {3}}\right)+\left({{1} \over {2\cdot 3}}\right)=1}
{\displaystyle \left({{1} \over {2}}+{{1} \over {3}}\right)=1-\left({{1} \over {2\cdot 3}}\right)}
{\displaystyle {{1} \over {2}}+{{1} \over {3}}={{1} \over {1}}-{{1} \over {6}}}
{\displaystyle {{5} \over {6}}={{1} \over {2}}+{{1} \over {3}}}

## 같이 보기
- 에르되시-그레이엄 추측
- 리만 제타 함수
- 디오판토스 방정식